# Niżnia Jarząbcza Polana
Niżnia Jarząbcza Polana – niewielka polana reglowa znajdująca się u podnóży Trzydniowiańskiego Wierchu, naprzeciwko Polany Chochołowskiej, po drugiej stronie Chochołowskiego Potoku w Tatrach Zachodnich.
Położona jest na wysokości ok. 1095–1100 m n.p.m. Z Polany Chochołowskiej jest niewidoczna, gdyż znajduje się za pasem lasu. Nie prowadzi też przez nią żaden szlak turystyczny. Dawniej wchodziła w skład Hali Jarząbczej. Była też nazywana Polanką. Po utworzeniu Tatrzańskiego Parku Narodowego zniesiono jej użytkowanie (wypas i koszenie), w wyniku czego zaczęła zarastać lasem. W 1955 r. miała powierzchnię ok. 2 ha, ale w 2004 w wyniku zarośnięcia jej powierzchnia zmniejszyła się o ok. 52%. Po 1982 r. ponownie przywrócono na niej wypas kulturowy.